# Lucan Biddulph
Lucan Biddulph – gmina (ang. township) w Kanadzie, w prowincji Ontario, w hrabstwie Middlesex.
Powierzchnia Lucan Biddulph to 169,15 km².
Według danych spisu powszechnego z roku 2001 Lucan Biddulph liczy 4201 mieszkańców (24,84 os./km²).